# Jezioro Kunickie
Jezioro Kunickie (niem. Kunitzer See) – największe z jezior w gminie Kunice w powiecie legnickim (województwo dolnośląskie), a także w okolicach Legnicy. Jego powierzchnia wynosi 95 ha, a największą głębokość szacuje się na maksymalnie 7 m. 
Po wschodniej stronie jeziora znajduje się Wyspa Mew (1 ha), na której masowo gniazdowały te ptaki. Ich jajka były podbierane przez mieszkańców Kunic i przeznaczane na sprzedaż. Mewy opuściły wyspę w 1950 r., gdy doszło tam do pożaru, który zniszczył m.in. stanowiska lęgowe. 
Po południowej stronie jeziora widoczne jest wzniesienie, które pierwotnie także stanowiło wyspę. Istniał tam gród kultury łużyckiej z epoki brązu / żelaza 500 lat p.n.e. Obecnie rozciągają się tam pola uprawne.  Na leżącym naprzeciwko brzegu ulokowana jest wieś. 
Jezioro jest ośrodkiem żeglarstwa i ma znaczenie turystyczne. Znajduje się tu m.in. baza Wodnego Ochotniczego Pogotowia Ratunkowego i ośrodek rekreacyjno-wypoczynkowy "Posejdon".
W roku 1613 śląski regionalista i historyk Mikołaj Henel z Prudnika wymienił jezioro w swoim dziele o geografii Śląska pt. Silesiographia podając jego łacińską nazwę: Cunicensis lacus.